# اومرتا (رمان)
اومرتا رمانی از ماریو پوزو است که پس از مرگ وی در سال ۲۰۰۰ توسط انتشارات بالانتین بوکز منتشر شد. این رمان داستان آستوره ویولا، برادرزاده‌ی (خوانده‌) دون آپریل را روایت می‌کند.
رمان در دنیای مافیای ایتالیایی-آمریکایی جریان دارد و به مفاهیمی مانند وفاداری، انتقام و رازداری (اومرتا - قانون سکوت مافیا) می‌پردازد. پوزو که پیش‌تر با اثر مشهورش پدرخوانده به شهرت جهانی رسیده بود، در این رمان نیز با نثری جذاب و شخصیت‌پردازی عمیق، مخاطبان را با پیچیدگی‌های دنیای زیرزمینی جنایت آشنا می‌کند.
آستوره ویولا به عنوان شخصیت اصلی، مسیر پر فرازونشیبی را طی می‌کند؛ از تربیت تحت نظر یک رئیس مافیا تا مواجهه با توطئه‌ها و چالش‌هایی که پس از مرگ دون آپریل برای او به وجود می‌آید. این رمان ترکیبی از عمل، هیجان و درام خانوادگی است که با سبک منحصربه‌فرد پوزو در هم آمیخته شده است.
اگرچه اومرتا به پای شهرت پدرخوانده نرسید، اما برای طرفداران داستان‌های جنایی و مافیایی اثری جذاب و خواندنی 

## انتشار
پوزو هرگز انتشار رمان «اومرتا» را ندید، اما دست نوشتهٔ این کتاب پیش از مرگش در سال ۱۹۹۹ تکمیل شده بود.  
در نقدی که ابتدا در نشریه سانفرانسیسکو کرونیکل منتشر شد، جولز سیگل - که زمانی با پوزو در شرکت مدیریت مجله همکاری نزدیک داشت - این گمانه را مطرح کرد که ممکن است تکمیل نهایی رمان «اومرتا» کار «یک نویسندهٔ بی استعداد» بوده باشد. با این حال، سیگل همچنین به این موضوع اشاره میکند که شاید تحلیل درست این باشد که «پوزو خودش آن را نوشته و اثر ضعیفی از کار درآمده است».  
سیگل در ادامه می افزاید: «وسوسه‌انگیز است که بخواهیم با توجیهاتی از پذیرش این تحلیل احتمالی طفره برویم - اینکه [پوزو] خودش آن را نوشته و نتیجه افتضاح بوده است.»  
این اظهارات نشان میدهد که دربارهٔ کیفیت اثر و میزان مشارکت پوزو در نگارش نسخهٔ نهایی تردیدهایی وجود دارد. برخی احتمال میدهند بخش هایی از رمان پس از مرگ پوزو توسط نویسندگان دیگر تکمیل یا بازنویسی شده باشد. 

## خلاصه داستان
رمان با مرگ «دون وینچنزو زنو» در سیسیل آغاز می‌شود. در بستر مرگ، او سرپرستی پسر نوزادش «آستوره» را به یار قدیمی‌اش «دون ریموند آپریل» می‌سپارد. دون آپریل که در نیویورک به عنوان رئیس بی‌رحم اما عادل مافیا شناخته می‌شود، مردی است که نمی‌خواهد فرزندانش وارد کسب‌وکارهای غیرقانونی شوند. او آن‌ها را به مدارس شبانه‌روزی می‌فرستد و فقط در تعطیلات آن‌ها را می‌بیند. آستوره، که آپریل او را مانند برادرزاده‌اش دوست دارد، به عنوان محافظ آینده خانواده انتخاب می‌شود.
در یک سفر تابستانی به سیسیل، آپریل و آستوره توسط یک گروه مافیای کوچک ربوده می‌شوند. اگرچه ربایندگان با آن‌ها خوب رفتار می‌کنند، اما درخواست باج می‌کنند. آپریل به آن‌ها هشدار می‌دهد: «اگر مرا آزاد نکنید، بقیه عمرتان را در عذاب خواهید گذراند.» نیمه‌شب، «بیانکو»، دوست قدیمی آپریل، آن‌ها را نجات می‌دهد. آستوره از عمویش می‌خواهد ربایندگان را ببخشد و آپریل می‌پذیرد، اما آن‌ها را به خدمتگزاران وفادار خود تبدیل می‌کند.
در ۱۶ سالگی، آستوره با «نیکل»، کوچک‌ترین فرزند و تنها دختر آپریل، رابطه عاشقانه برقرار می‌کند. آپریل او را به لندن می‌فرستد تا هم تحصیل کند و هم این رابطه را قطع کند. آستوره یک سال در لندن نزد «آقای پرایور»، دوست بانکدار آپریل می‌ماند، سپس به سیسیل بازمی‌گردد و ده سال تحت نظر دون بیانکو آموزش می‌بیند. در این مدت، او با زنی به نام «رزی» رابطه برقرار می‌کند، اما بعداً متوجه خیانت او می‌شود.
پس از بازگشت آستوره، آپریل تصمیم می‌گیرد از کسب‌وکار خطرناک خود کناره‌گیری کند. او همه حساب‌هایش را تسویه می‌کند و فقط ده بانک بین‌المللی کاملاً قانونی خود را نگه می‌دارد. آپریل در وصیت‌نامه‌اش ۵۱٪ سهام بانک‌ها را به آستوره و بقیه را به فرزندانش می‌دهد. او همچنین یک کسب‌وکار واردات ماکارونی برای آستوره راه می‌اندازد.
در مراسم عشای ربانی نوه آپریل، دو مرد او را به قتل می‌رسانند. با وجود قدرت آپریل، هیچ تحقیقی درباره مرگ او انجام نمی‌شود. «تیمونا پورتلا»، رئیس شبکه جنایت نیویورک، به همراه شرکای بین‌المللی‌اش سعی می‌کند بانک‌ها را برای پولشویی بخرد، اما آستوره با تکیه بر سهام اکثریت، پیشنهادها را رد می‌کند.
فرزندان آپریل ابتدا می‌خواهند بانک‌ها را بفروشند و آستوره را ساده‌لوح می‌دانند، اما به تدریج متوجه می‌شوند پدرشان برای تأمین آینده آن‌ها این بانک‌ها را ایجاد کرده است: «والریوس» افسر ارتش، «مارکانتونیو» تهیه‌کننده تلویزیون و «نیکل» وکیل موفق شده‌اند. آن‌ها همچنین به توانایی‌های واقعی آستوره پی می‌برند.
آستوره با استفاده از آموزش‌هایش، به دنبال انتقام از قاتلان عمویش می‌رود. او با مشورت دوستان قدیمی آپریل، یک به یک آن‌ها را از بین می‌برد، از آدم‌کش‌ها تا عاملان اصلی. دوستان آپریل تحت تأثیر اراده او قرار می‌گیرند.
دو سال بعد، نیکل مدیر بانک‌ها شده و برادرانش مشغول ساخت فیلمی درباره زندگی پدرشان هستند. آستوره به سیسیل بازمی‌گردد و با رزی ازدواج می‌کند. آن‌ها اولین فرزندشان را به نام «ریموند زنو» - به یاد پدر آستوره - به دنیا می‌آورند و به روزی فکر می‌کنند که او را به آمریکا خواهند برد.

## واکنش‌ها به رمان
این رمان با نظرات متفاوتی از سوی منتقدان روبرو شد.  
- ر.ز. شپرد در مجله تایم نوشت:  
  "این رمان منتشرشده پس از مرگ نویسندهٔ پدرخوانده، پیچ‌وخم‌های جذاب‌تری از یک بشقاب فوسیلی دارد..."  
  و همچنین از آن به عنوان "آخرین رمان ظریف و پرشور از بالزاک مافیا" یاد کرد.  
- در مقابل، میچیکو کاکوتانی در نیویورک تایمز نظر کاملاً متفاوتی ارائه داد:  
  "واقعیت این است که هرچه بیشتر به این کتاب فکر می‌کنم، بیشتر اعصابم خرد می‌شود. خدا را شاهد می‌گیرم که نخواهم نویسندهٔ اثر بزرگ پدرخوانده را نقد کنم، اما باید صادق باشم: او دیگر آن چیره‌دست سابق نیست."  
این تفاوت آشکار در نظرات، نشان‌دهندهٔ واکنش‌های دوگانه به آخرین اثر پوزو است — از تحسین تا تحقیر. برخی آن را ادامه‌دهندهٔ سبک درخشان او می‌دانند، در حالی که برخی دیگر معتقدند این اثر از کیفیت کارهای قبلی او فاصله گرفته است. 

## اقتباس سینمایی برنامه‌ریزی شده
پیش از انتشار رمان، استودیو میراماکس برای خرید حقوق اقتباس از میراث ماریو پوزو پیشنهاد داد. برت فیلدز مذاکرات این معامله را بر عهده داشت که شایعات حاکی از ارزش ۳ میلیون دلاری آن بود.  
به آلن سربراف پیشنهاد شد تا با قراردادی سه‌فیلمی، کتاب را اقتباس کند و یک مینی‌سریال نیز برای شبکه CBS ساخته شود.  
چند سال بعد، با خروج برادران واینستین از میراماکس و تأسیس شرکت واینستین، حقوق اقتباس این رمان به این شرکت منتقل شد. در این مرحله، اعلام شد که سیلوستر استالونه برای بازی در نقش اصلی و آنتوان فوکوا برای کارگردانی این پروژه انتخاب شده‌اند.  
این اقتباس تلویزیونی با استقبال طرفداران رمان‌های پوزو روبرو شد، اما تاکنون خبری از شروع تولید یا پخش آن منتشر نشده است. با توجه به تحولات اخیر در شرکت واینستین، آینده این پروژه همچنان در هاله‌ای از ابهام قرار دارد. 